# ويليام كروفورد (سياسي)
ويليام كروفورد (بالإنجليزية: William Crawford)‏ هو محامي وقاضي وسياسي أمريكي، ولد في 1760 في المملكة المتحدة، وتوفي في 23 أكتوبر 1823 في الولايات المتحدة. حزبياً، نشط في الحزب الجمهوري الديمقراطي. وقد انتخب عضو مجلس النواب الأمريكي.